# Elektrododatniość
Elektrododatniość – zdolność atomów danego pierwiastka do oddawania elektronów walencyjnych. Wraz ze wzrostem elektrododatniości pierwiastków maleje ich elektroujemność. W konwencji Ingolda pierwiastki o elektrododatniości większej od wodoru oznaczane są znakiem „+”, a mniejszej „−”.